# 激おこぷんぷん丸
激おこぷんぷん丸（げきおこぷんぷんまる、激おこプンプン丸）とは、「激怒している状態」を意味する俗語である。2011年頃より存在していた「怒っている」ことを意味するギャル語「おこ」から派生して誕生した言葉であり、「激おこぷんぷん丸」もギャル語、もしくは女子高生言葉として報じられている。

## 発祥と「6段活用」
2013年2月頃からTwitterにおいて、怒りの感情を表すギャル語「おこ」から派生した「激おこぷんぷん丸」という言葉が頻出するようになっていた。その最中、2013年3月2日にTwitter利用者の一人が「ギャルが怒った時に使う言葉」と題し、「おこ」を怒りの度合いに合わせて6段階に発展させたツイートを投稿したことが流行の発端になったとされ、その中の3段階目に該当する「激おこぷんぷん丸」が特に広まるようになった。多少の表記揺れは存在するが、「おこ」の6段階表現は以下の通りである。
これらの表現は「ギャル語怒りの6段活用」などと称して報じられ、3段階目の「激おこぷんぷん丸」は2013年のユーキャン新語・流行語大賞にノミネートされた。一部では「8段」ないし「15段活用」まで存在するとも報じられているほか、末尾の「丸」を外して「激おこプンプン」として用いられることもある。また、顔文字と共に使用されることが多いとされている。
「激おこぷんぷん丸」からの派生として、悲しい時を「ガチしょんぼり沈殿丸（ちんでんまる）」、眠い時を「激ネムスヤスヤ丸」、嬉しい時を「まじるんるん御機嫌丸」などと呼称するとの報道もある。

## メディアの分析と評価
読売新聞では、「カム着火インフェルノォォォォオオウ」について、「come」と「着火」、およびロシア連邦の火山帯である「カムチャツカ半島」を掛けたものと報じ「ちょっと知的」であるとした上で、「明らかに表記されることを意識している言葉」と論じている。
北海道新聞では、「激おこぷんぷん丸」について「若者言葉における感情表現で代表的なもの」と報じている。また、梅花女子大学教授の米川明彦は、北海道新聞の同記事において、感情を表すフレーズが多く流行する点について「自分の思いを丁寧に説明し、周囲に理解してもらおうと努力することを『煩わしい』と敬遠する態度が伺える」と分析している。
「激おこぷんぷん丸」という剽軽な言葉の響きからか「逆に怒りが収まる」などという意見も聞かれ、日経プラスワンでは前述した「6段活用」の表現も含めて「こんなに長いフレーズ。思い出しているうちに怒りも収まる?」と論じているほか、西日本新聞のコラムでは「激怒と言うより楽しげに見えるが、そこは感性の違いか」と論じられている。また、朝日新聞では「『激おこぷんぷん丸』という笑いを誘うような言葉を向けられると、不思議に怒りが収まる」という趣旨の投書が掲載されていた。
J-CASTニュースでは「インターネット上では広まっているが、本当にギャルの間で使われているのかと言えば、それは違うようだ」と報じており、後述するギャル向けウェブサイト「GRP（ギャル・リサーチ・プレス）」の編集長が語ったところによれば、「『イラおこ』は使うが、『激おこ』は使わない」としている。ファッションモデルの益若つばさも同様に「使ったことがない」としており、「代わりに『イラおこプン』などを使っていた」と述べている。

## 識者の分析と評価
- コラムニストの小田嶋隆は、毎日新聞の記事およびフジテレビの自己批評番組『新・週刊フジテレビ批評』において2013年に誕生した流行語の多くを批判しているが、「激おこぷんぷん丸」は「合点承知之助」[† 6]の子孫[3]であると述べた上で、「言葉を人名風に変化させるのは江戸時代から続く伝統的な言葉遊び。これは楽しい」[3]「実は伝統に乗っている素晴らしい必然性を備えた言葉」[21]として肯定的に評価している。

- 國學院大學教授の山西治男は、現代用語の基礎知識（2014年版）において「かつてのライオン丸、近くはおじゃる丸などの影響だろうか、2013年は精神状態を『○○丸』などと表現するのが目立った」と論じている[6]。

- 岐阜大学教授の洞澤伸は、中日新聞の記事（2013年）において「『おこ』という言葉には怒りを和らげる効果がある」と指摘しており、「『おこ』という可愛らしい表現を用いることによって喧嘩になるのを避ける戦略になっている」と分析している[15]。また、「とても寒かった」を「めちゃ『おこ』寒かった」などと表現するように、言葉の強調に用いられる場合もあると述べている[15]。

- エッセイストの能町みね子は、週刊文春にて連載されていたコラム「言葉尻とらえ隊」（2013年）において、「個人的にここしばらく若者語は不作だったと思う」とした上で「激おこぷんぷん丸」は久しぶりに活きの良い、若者らしい流行語であり「チョベリバ」以来久々のヒットの予感と述べており、お上が流行らせたようなイメージのある「KY」、流行語というより常用語として定着しそうな気配のある「ディスる」、インパクトは強いが使いどころがない「あげぽよ」[† 7]と比較して「『ムカつく』と同じ意味なので誰でも使いやすい」「リズミカルな響きは耳に残る」「何より本当に流行っていることが信じられないほどインパクトのあるダサさ」を特徴として肯定的に評価している[23]。そして「時代を彩る若者の流行語は、聞いた瞬間に異様なインパクトが必要。珍妙な響きで一気に流行り、しばらくして皆が我に返って一気にダサく感じるものこそ流行語である」とした上で、「『激おこぷんぷん丸』よ、流行語として笑われながら消費しつくされあっという間に消えてなくなってください!時代の徒花として刹那的に輝け!」と述べている[23]。

- マーケティング評論家の牛窪恵は、女性セブンの記事（2016年）において、適切な感情表現ができない人が増加している背景にSNSの普及があるとした上で「激おこぷんぷん丸」は時代を非常に象徴した言葉であると評価し、「『凄く怒っている』と素直に表現してしまうと『楽しい雰囲気なのに空気が読めない』と指摘され角が立ってしまうから、敢えて怒りの感情を茶化して『ネタ』にしている。SNSは周囲と同調しなければいけないツールなので、感情を押し込める必要がある」と論じている[24]。

- 言語学者の金田一秀穂は、小学館の雑誌サライのコラム「巷のにほん語」（2017年）において「激おこぷんぷん丸」に言及し、「激おこぷんぷん丸」の「丸」はそれまでの怒りの表現をすべて穏やかな笑いに変え、「ムカ着火ファイヤー」の「着火」は怒りを冗談ごととして処置させると述べている[25]。また、金田一が学生を対象に流行語について調査したところ「『激おこぷんぷん丸』は流行語として認められているが、実際に使うことはない」という形容矛盾的な結果が得られた点を挙げ、同様に「ギャルの流行語として取り上げられたが実際にはほとんど使われていなかった」とされる「チョベリバ」との類似性を指摘し[25][† 8]、「激おこぷんぷん丸」と「チョベリバ」は「実際に使用される言葉」ではなく「その時代の若者全体を象徴する言葉」として存在するものなのだろうと分析している[25]。さらに、「チョベリバ」は「単純な否定的言辞」であるのに対し、「激おこぷんぷん丸」は「ナンセンスを強く匂わせて、退廃的で刹那的な印象を与える」「『ウケる』ことを狙って怒りの表明は無効になっている」点を指摘し、「どこかしら戦前のエログロナンセンスを想起させるところがあり、世情の反映、歴史の繰り返しがあるように思えて、おじさんをちょっぴり不安にさせてしまうのだ」とも述べている[25]。

- 宇都宮大学講師の堀尾佳以は、自著「若者言葉の研究 SNS時代の言語変化」（2022年）において「激おこぷんぷん丸」の「丸（まる）」について論じている[27]。堀尾は「あざまる」「おけまる」の「まる」は句点の「。」が由来、「ガチしょんぼり沈殿丸」「激おこぷんぷん丸」の「丸」は（日本丸のような船をイメージするとした上で）かつて馬・日本刀などの愛用道具に「○○丸」と名前を付けた慣習が起源になった可能性を指摘し、「今後調査を実施したい」と述べている[27]。また、堀尾が2012年に「激おこぷんぷん丸」を使用していた学生にインタビューしたところ「『激おこぷんぷん丸』は『おこ』のレベルが上がっていく過程に出てくる」と回答し、後述する6段階の「怒りの表情」のイラストを図示したとしている[27]。なお、6段活用における「激おこぷんぷん丸」以上のレベルである語彙3点については「2021年7月時点でほとんど聞かれなくなった」と述べている[27]。

- フリーアナウンサーの古舘伊知郎は、雑誌プレジデントに寄稿した「雑談力」に関する記事（2023年）の中で「『なう』とか『激おこぷんぷん丸』とか『マジ卍』とか……それはさすがに今さら使わないですが」と述べている[28]。

## 民間における調査
- インターネット関連企業のクルーズが運営するウェブサイト「GRP（ギャル・リサーチ・プレス）」において、2013年に開催された「GRP AWARD 2013」の「ギャル流行語トップ10」では2位であった[29]。

- NTTコムオンライン・マーケティング・ソリューションが実施した「この発想はなかった…と感心した2013年のギャル語」のアンケートでは1位であった[30]。

- サイバーエージェントが運営していた女子中高生向けSNS「Candy」において実施された「2013年に自分の周囲で流行っていた“言葉”」のアンケートでは3位であった[31]。

- 未来検索ブラジル主催の「ネット流行語大賞2013」では銀賞であった[10][32][33]。

- ビッグデータの分析を行うホットリンクの調査によれば、Twitterにて2013年に投稿された若者言葉[† 9]の出現数ランキングトップ10のうち、1位の「激おこぷんぷん丸」を筆頭として、6位を除いた1位から10位までの9個が「おこ」もしくは「激おこぷんぷん丸」から派生した単語で独占されたとしている[11][34][† 10]。同調査によれば、「激おこぷんぷん丸」が流行語としての地位を確立するようになったきっかけとして、フジテレビの情報番組『めざましテレビ』（2013年4月4日放送回）および『めざにゅ〜』（2013年4月5日放送回）の番組内において「進化するギャル語」の一つとして取り上げられた点を挙げているほか[34]、「激おこぷんぷん丸」の元になった「おこ」という言葉が初めてTwitterに投稿された日を2011年1月17日であると分析している[34]。

- トライバルメディアハウスの調査によれば、「2013ユーキャン新語・流行語大賞」ノミネート候補の中で注目度の高かった7語（「今でしょ」「じぇじぇじぇ」「倍返し」「アベノミクス」「フライングゲット」「お・も・て・な・し」「激おこぷんぷん丸」）のうち、2013年1月から11月までの期間にTwitterへ投稿された言葉で最も多かったものは「今でしょ」（約360万件）であり、2番目が「激おこぷんぷん丸」（約330万件）であったとしている[35]。同調査では、「今でしょ」は幅広い年代の男性が投稿する傾向が高く、「激おこぷんぷん丸」は10代の女性が投稿する傾向が高いと分析している[35]。

- アクトゼロの調査によれば、Twitterにて2013年1月から11月までの期間に日本語を中心として投稿されたデータの10%をサンプリングした中で、「2013ユーキャン新語・流行語」ノミネート候補であった50語の出現率ランキングを作成したところ、「激おこぷんぷん丸」は8位にランクインしたとしている[36][† 11]。同調査では、「激おこぷんぷん丸」は10代で最も利用傾向の高いワードであったと分析している[36]。

- チェンジフィールドが2015年に実施したアンケートによれば、「インターネット上で使われる表現で目にするとイライラするもの」に対する回答で、最も多かった言葉は男女共に「激おこぷんぷん丸」であった（男性35%、女性43%）[37][38]。また、「インターネット上で使われる表現で見たことがあるもの」に対する回答では男性34.2%で7位、女性50.4%で6位（「ディスる」と同率）であった[37]。

- バイドゥが2019年にキーボードアプリ「Simeji」の10代女性利用者を対象として実施した「もう使いたくない若者言葉・略語」のアンケート調査によれば、「激おこぷんぷん丸」は6位にランクインしている[39]。

- LINEリサーチが2020年に実施した流行語に関する意識調査によれば、「10代が普段使っている流行語」に「激おこぷんぷん丸」はランクインせず、「以前に流行っていた言葉で印象的だった流行語」の年代別傾向として、30代回答に「激おこぷんぷん丸」が取り上げられている[40]。

- LINEリサーチが2021年に実施した「高校生が知っている昔の流行語」の調査によれば、第1位は「激おこぷんぷん丸」であった[41]。

## ゲームへの影響
インターネット上では「激おこぷんぷん丸」を「ファミコンのゲーム名みたい」であるとする声が聞かれ、実際にゲームアプリ、BGM、攻略本の表紙デザイン、ファミコンカセットのパッケージデザイン、架空のテレビアニメのオープニングなどを創作する者も現れた。ファミコンとの関連性を誘発するようになった要因として、「激おこぷんぷん丸」という言葉にキャラクター名や作品名を連想させるような印象があったことから「明確な『元ネタ』があるのではないか」という議論がインターネット上でなされており、その最中に「激おこぷんぷん丸は1985年に発売されたファミコンソフトである」とする架空の情報がタイトル画面と共にTwitterに投稿されたことを発端として、このようなBGMや攻略本などを創作するブームに発展したとする報道もある。
このブームの初期にBGMとして公開された曲の中には、実際にゲームミュージックの音楽家である並木学、サカモト教授、高西圭が制作したものがある。高西圭に拠れば、実際に1985年くらいを想定し当時の楽器音源をプラグインで導入して制作したとも、ファミコン初期のメモリ容量を考慮してBGMを制作したともコメントしている。

## その他
- 前述した「6段活用」に関して、それぞれに対応する「怒りの表情」の顔を当てはめる文化が流行した[8][27][44][46]。

- 「iOS 7」の日本語入力システムには、「激おこぷんぷん丸」から「激おこスティックファイナリアリティぷんぷんドリーム」までが予測変換候補として収録されている[47]。

- スポーツ新聞や週刊誌などの報道において、怒っている人物・状況に対して「激おこぷんぷん丸」あるいは「激おこ」と表現する様子が散見された[48][49][50][51][52]。

- 2021年のTBS系ドラマ・日曜劇場「日本沈没-希望のひと-」において、松山ケンイチのセリフとして「激おこぷんぷん丸」が登場した[53]。

- 「プンプン」などのぶりっ子キャラとして知られるタレントのさとう珠緒は、2022年のインタビューにおいて「（激おこぷんぷん丸は）私のプンプンがヒントになっているはずだと勝手に思っている」と述べている[54]。

- ムカ着火ファイヤーを捩った、弌誠の「モエチャッカファイア」という歌が2024年7月19日に配信リリースされた。